# Manfred Stocker
Manfred Stocker (* 24. November 1966 in Niederösterreich; † 19. April 2006 in Hamburg) war ein österreichischer Koch.
Manfred Stocker kam Anfang der 1990er Jahre nach Hamburg und lernte bei Heinz Otto Wehmann im Landhaus Scherrer und Josef Viehhauser (Le Canard) sein Kochhandwerk. Ab 1999 führte er sein eigenes Restaurant „Stocker´s“ im Hamburger Stadtteil Altona.
Bekannt wurde er als Fernsehkoch und Laiendarsteller in zahlreichen deutschen Fernsehproduktionen. Gelegentlich war er auch Darsteller in Produktionen des Altonaer Theaters.
Manfred Stocker starb mit 39 Jahren an Lungenkrebs.